# Эми Тан
Эми Тан (англ. Amy Tan; кит. трад. 譚恩美, упр. 谭恩美, пиньинь Tán Ēnměi, палл. Тань Эньмэй, род. 19 февраля 1952 года) — американская писательница китайского происхождения. Её романы посвящены взаимоотношениям дочери и матери, проблеме идентичности китайцев в Америке.

## Произведения

### Романы
- Клуб радости и удачи (1989, экранизация Уэйна Вана по сценарию автора 1993, рус. пер. 1996, )
- The Kitchen God’s Wife (1991)
- Сто тайных чувств/ The Hundred Secret Senses (1995)
- Дочь костоправа/ The Bonesetter’s Daughter (2001)
- Не дать рыбе утонуть/ Saving Fish from Drowning (2005)
- Rules for Virgins (2011)
- The Valley of Amazement (2013)

### Автобиография
- The opposite of fate: a book of musings (2003, переизд. 2004)